# Noji-moskee
De Noji-moskee is een moskee in het dorp Noji in het westen van Tadzjikistan.
Alle houten onderdelen van de Noji-moskee zijn afkomstig uit de Khoja Nazrullah-moskee van het fort Hisar. In 1925-1926 verkocht de zoon van Khoja Nazrullo-mullah Qudratullo de houten delen van de moskee van Hisar aan Tursun, een inwoner van het dorp Noji. De Noji-moskee werd gebouwd door Qalandar Golibov en Hossein.
In het dorp Noji is een nieuwe moderne moskee gebouwd, maar de Noji-moskee is bewaard gebleven als een functionerende vijfdaagse moskee en als architectonisch en historisch monument.